# Años 1690 a. C.
Los años 1690 antes de Cristo transcurrieron entre los años 1699 a. C. y 1690 a. C. 

## Acontecimientos
- 1695 a. C.: Los hititas saquean Babilonia.
- 1604 a. C.: Los casitas conquistan Babilonia.